# Jan Bradley
Jan Bradley (* 6. Juli 1943 als Addie Bradley in Byhalia, Mississippi) ist eine US-amerikanische Pop- und Soul-Sängerin, die in den 1960er Jahren Schallplatten veröffentlichte.

## Musikalische Laufbahn
Seit ihrem vierten Lebensjahr lebte Bradley mit ihren Eltern in dem Chicagoer Vorort Robbins. Ab 1959 sang sie als Absolventin der Chicagoer Blue Island Highschool in der Gesangsgruppe The Passions. Bei einem Talentwettbewerb 1961 wurde der Musikmanager Don Talty auf die junge Sängerin aufmerksam und bot ihr einen Schallplattenvertrag bei der Chicagoer Plattenfirma Formal Records an. Der Vertrag kam jedoch nach Intervention der Eltern erst zustande, nachdem Bradley die Highschool abgeschlossen hatte. So veröffentlichte Formal erst im Mai 1962 die erste Single mit Bradley, auf der sie wie auch künftig als „Jan“ Bradley benannt wurde. Mit dieser Single begann die Zusammenarbeit mit dem Sängerkollegen und Songwriter Curtis Mayfield, aus dessen Feder Bradleys Debüt-Titel We Girls stammt. Nachdem sie auf Anregung von Talty Gesangs- und Tanzunterricht genommen hatte, stellte sich mit der Mayfield-Komposition Mama Didn't Lie auf ihrer dritten Single der angestrebte Erfolg ein. In den Hot 100 des Musikmagazins Billbord erreichte sie Platz 14 und wurde 14 Wochen lang in den Hot 100 notiert. Diese Platte war die erste Produktion bei der Plattenfirma Chess Records, zu der Bradley Ende 1962 gewechselt war. Der Plattenerfolg brachte ihr Auftritte in zahlreichen Clubs und auch in der Dick Clark Show ein. Noch besser wurde der Titel in den Rhythm-and-Blues-Charts bewertet, dort erreichte Jan Bradley Rang acht. An diesen Erfolg konnten die nachfolgenden Platten nicht mehr anknüpfen, lediglich mit dem Titel I'm Over You wurde noch einmal Platz 93 in den Hot 100 und Platz 24 in den R&B-Charts erreicht. Bis 1968 veröffentlichte Bradley insgesamt neun Singles bei Chess, deren Titel sie oft selbst geschrieben hatte, vielfach in Zusammenarbeit mit Don Talty. Nachdem Bradleys Vertrag bei Chess ausgelaufen war, veröffentlichte sie 1970 ihre letzte Single bei der Plattenfirma Doylen aus Memphis (Tennessee). Danach beendete sie ihre Gesangskarriere und wurde Sozialarbeiterin.

## US-Diskografie

### Vinyl-Singles
| A/B-Seite                                             | Katalog-Nr. | veröffentl. |
| ----------------------------------------------------- | ----------- | ----------- |
|                                                       | Formal      |             |
| We Girls / Curfew Blues                               | 1014        | 05/1962     |
| Whole Lot of Soul / I Am Going to Change              | 1017        | 09/1962     |
| Mama Didn't Lie / Lovers Like Me                      | 1044        | 12/1962     |
| Dear Sears and Roebuck / ?                            | 1048        | 01963       |
|                                                       | Night Owl   |             |
| Behind the Curtains / Pack My Things                  | 1055        | 01962       |
|                                                       | Hootenanny  |             |
| Christmas Time / Christmas Time (Instrumental)        | 1068        | 01962       |
|                                                       | Chess       |             |
| Mama Didn't Lie / Lovers Like Me                      | 1845        | 12/1962     |
| Baby What Can I Do / These Tears                      | 1851        | 04/1963     |
| Curfew Blues / Pack My Things                         | 1884        | 03/1964     |
| Please, Mister D.J. / Two of a Kind                   | 1897        | 05/1964     |
| I'm Over You / The Brush-Off                          | 1919        | 12/1964     |
| Just a Summer Memory / He'll Wait for Me              | 1975        | 09/1966     |
| Trust Me / Things a Woman Needs                       | 1996        | 01967       |
| Your Kind of Love / It's Just Your Way                | 2023        | 01967       |
| You Have Me, What's Missing / Nights in New York City | 2043        | 04/1968     |
| Mama Didn't Lie / (Fontella Bass: Rescue Me)          | 91006       | 01975       |
|                                                       | Adanti      |             |
| Back in Circulation / Love Is the Answer              | 1051        | 01965       |
|                                                       | Doylen      |             |
| Tricks of the Trade / I Kinda See the Light           | 001         | 01970       |